# 소련 공산당 중앙위원회

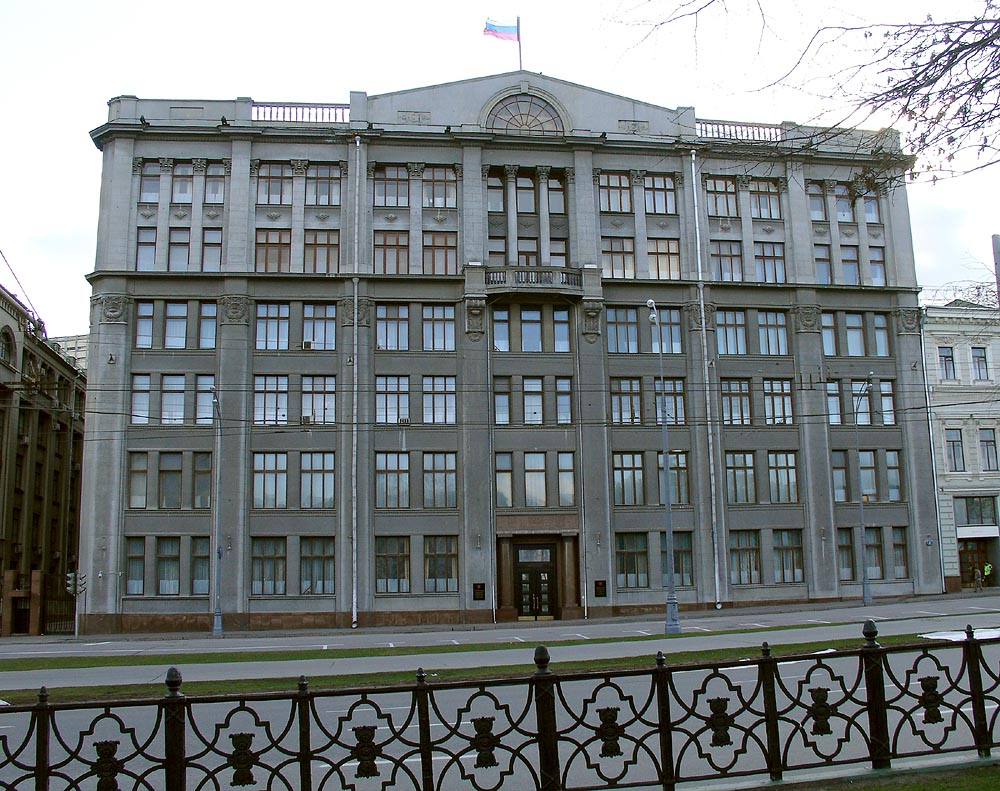

소비에트 연방공산당 중앙위원회(러시아어: Центра́льный комите́т Коммунисти́ческой па́ртии Сове́тского Сою́за 첸트랄니 코미테트 콤무니스티체스코이 파르티 소베츠코고 소유자[*]), 약칭 당중앙, 중앙위(러시아어: ЦК КПСС 체카 카페에스에스[*])는 소련 공산당(소공당)의 집행지도부다. 당헌에 따라 당중앙은 당의 모든 활동을 지도했다. 중앙위원은 대회 때 선출되고, 매 대회 사이에 해당 회기의 당중앙이 존재했다.
블라디미르 레닌이 소공당을 이끌던 시절에는 당중앙이 실제로 당의 최고 지도기구였다. 하지만 제8차 대회(1919년) 때 정치국이 당중앙 산하에 설치되면서 권력이 정치국에 집중, 실질적으로는 정치국원들이 당무를 지도하게 되었다. 정치국원이 아닌 중앙위원들은 정치국 회기에 참석해 자문할 권한은 있었으나 투표권은 없었다. 1924년 레닌이 죽고 권력을 잡은 이오시프 스탈린은 당중앙 산하 서기국의 장인 당중앙 서기장직을 이용해 권력을 잡았다. 스탈린 집권기에 당중앙의 권력은 완전히 정치국으로 쏠렸고, 정치국은 충실한 스탈린주의자들로만 이루어진 이너써클이 되어갔다.
1953년 스탈린이 죽자 당중앙의 영향력이 살아났고, 스탈린 이후 차기 대권을 노린 권력투쟁에서 중요한 역할을 했고, 니키타 흐루쇼프는 당중앙을 통해 권력을 잡았다. 하지만 1957년 정치국 결정에 의해 흐루쇼프가 실각하면서 당중앙과 정치국의 관계는 다시 뒤집힌다. 1964년 레오니트 브레즈네프의 집권이 시작되었다. 당중앙은 처음에는 상당한 영향력을 가졌으나 점차 정치국에 영향력을 빼앗겼고, 이후 미하일 고르바초프의 시대가 될 때까지 당중앙은 쪼그라들어 정치국이 소련의 실질적 최고기구로 군림했다.